# Blackmail (film, 1947)
Pour les articles homonymes, voir Blackmail.
Blackmail est un film noir américain réalisé par Lesley Selander et sorti en 1947.

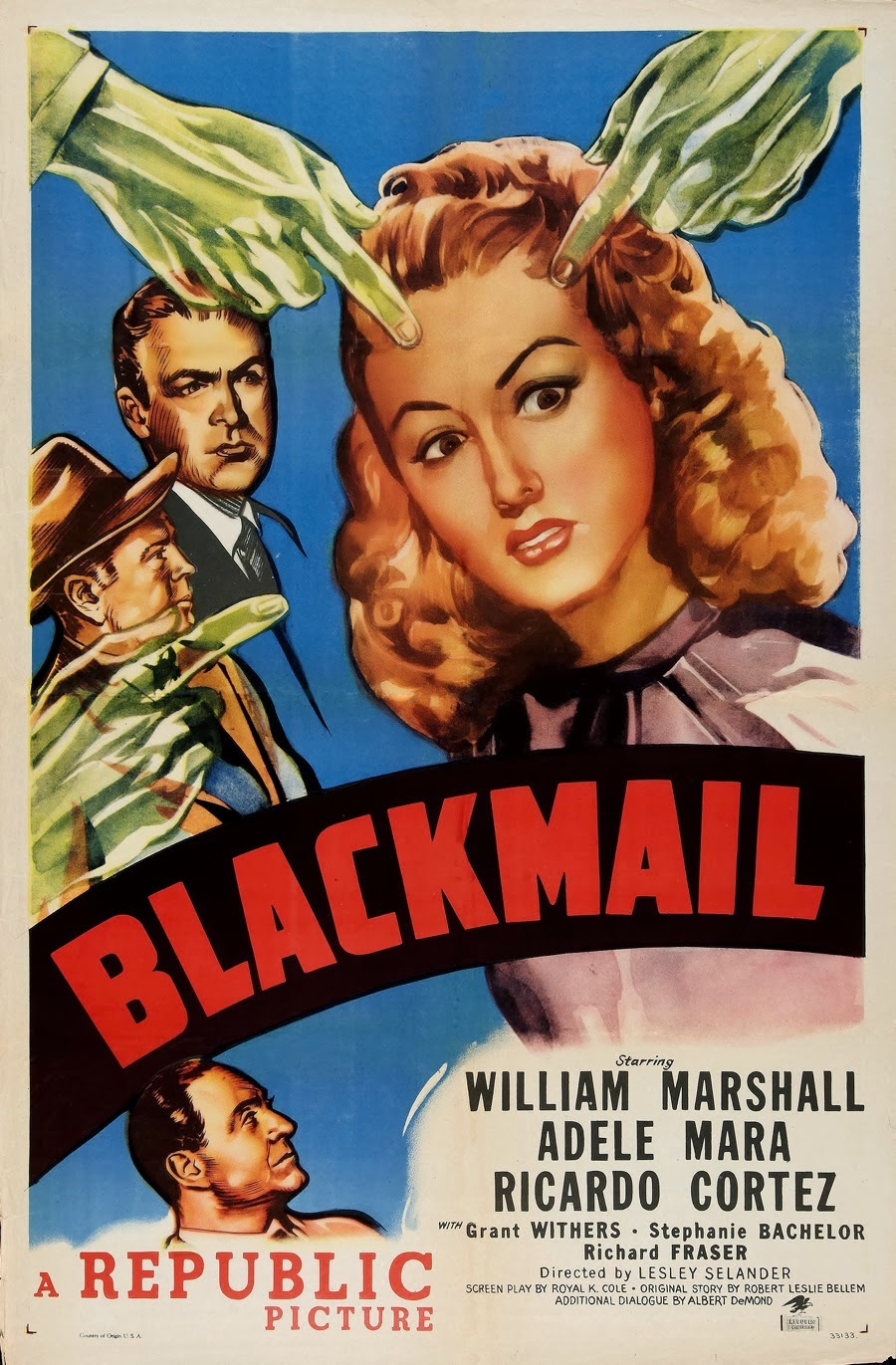
Affiche du film.

Le script est basé sur une histoire courte de Robert Leslie Bellem intitulée Stock Shot, publiée dans le magazine Hollywood Detective en 1944.

## Fiche technique
- Réalisation : Lesley Selander
- Scénario : Royal K. Cole, Albert DeMond (dialogues additionnels)
- Production :  William J. O'Sullivan
- Photographie : Reggie Lanning
- Montage : Tony Martinelli
- Musique : Mort Glickman
- Genre : Film noir[2]
- Production : Republic Pictures
- Distributeur : Republic Pictures
- Durée : 67 minutes
- Date de sortie : 
  - États-Unis : 24 juillet 1947

## Distribution
- William Marshall : Dan Turner
- Adele Mara : Sylvia Duane
- Ricardo Cortez : Ziggy Cranston
- Grant Withers : inspecteur de police Donaldson
- Stephanie Bachelor : Carla
- Richard Fraser : Antoine le Blanc
- Roy Barcroft : Spice Kellaway
- George J. Lewis : Blue Chip Winslow
- Gregory Gaye : Jervis
- Tristram Coffin : Pinky
- Eva Novak : Mamie, la serveuse
- Bud Wolfe : Gomez
- Tom London : Tom
- Ben Welden :Bartender